# Plavžnica
Plávžnica je desni povirni potok Cerkvenice na zahodnem Pohorju. Izvira na severnem pobočju Male Kope in teče proti severu po globoki in večinoma gozdnati grapi skozi razloženo naselje Sveti Primož na Pohorju. Dolvodno se ji strmec kmalu zmanjša, a dolina ostaja bolj ali manj ozka. Niže ob potoku se pojavi tudi ozka naplavna ravnica in na njej posamične domačije. Dolinska pobočja so strma in večinoma pod gozdom, z obeh strani pa dobiva Plavžnica polno majhnih pritokov iz ozkih stranskih grap.
Struga potoka je, razen na nekaj kratkih odsekih, v povsem naravnem stanju, v njenem dnu je večinoma debel prod, brežine pa so zaraščene z grmovnim in drevesnim rastjem. V naplavni ravnici so v spodnjem toku večinoma travniki.
Plavžnica je dobila ime po nekdanjem plavžu v dolini, v katerem so do leta 1833 talili železovo rudo izpod Male kope. Ob potoku so še vidni ostanki tega plavža in nekaterih stavb. Na franciscejskem katastru iz leta 1825 so izrisane vse takratne stavbe, kraj pa je označen z nemškim imenom Schmelz = talilnica. V istem katastru je ime potoka zapisano v nemški obliki Schmelzbach. Lastniki fužin so imeli više ob potoku tudi bivališče za rudarje, ki so pod Malo kopo kopali železovo rudo. Na to spominja ime nekdanje kmetije Bergavs (tudi Perkavs; iz nemškega Berghaus = rudarska hiša) pri spodnji postaji sedežnice Kaštivnik.